# Лопес Санчес-Тода, Хосе Луис
Хосе́-Луи́с Ло́пес Са́нчес-То́да (исп. José Luis López Sánchez-Toda, 30 апреля 1901 года, Мадрид — 3 апреля 1975 года, Мадрид) — испанский график, гравёр почтовых марок и банкнот, медальер. Автор первых в мире почтовых марок в жанре ню — серии «Маха обнажённая».

## Биография
Родился в Мадриде 30 апреля 1901 года в семье юриста, профессора Мадридского университета, члена Верховного суда. Окончил Академию изящных искусств в этом же городе. В 1932 году получил стипендию для стажировки в Бюро гравировки и печати США, обучался тонкостям профессии в отделении Republican Bank Note Co. в Питтсбурге в штате Пенсильвания.
С 1924 года до ухода на пенсию в 1971 году проработал на Национальном монетном дворе Испании (исп. Fábrica Nacional de Moneda y Timbre, FNMT), где с 1937 года возглавлял отдел гравировки ценных бумаг.
В 1927—1963 годах в звании профессора преподавал в Национальной школе графического искусства. Написал книгу «Искусство гравирования почтовой марки» (El Arte de Grabar el Sello), опубликованную в Барселоне в 1969 году. Умер 3 апреля 1975 года в Мадриде.
Его менее известный младший брат Альфонсо (Alfonso López Sánchez-Toda) также был гравёром, некоторые работы создавались братьями вместе.

## Работы
За 47 лет работы на FNMT создал ряд гравюр, более 100 почтовых марок своей страны и некоторых её зависимых территорий, а также почти все банкноты и несколько монет Испании, выпускавшиеся в обращение с 1937 года. Среди наиболее значимых работ графика:

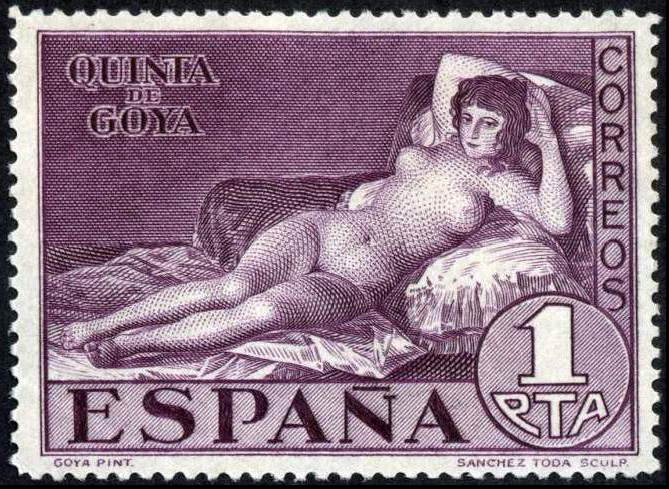
«Маха обнажённая» (1930)

- стандартные марки испанской почты Андорры (1929);
- серия, посвящённая выставкам в Севилье и Барселоне (1929);
- «Маха обнажённая» и остальные марки серии к годовщине смерти Франсиско де Гойи (1930);
- низкие номиналы (1—20 сентимо) серии, посвящённой памяти Христофора Колумба (1930);
- несколько марок серии, посвящённой монастырю Монтсеррат (1931);
- стандартные марки Испанской Гвинеи (1931);
- серия, посвящённая памяти Лопе де Вега (1935);
- стандартные марки с портретом Франсиско Франко на фоне герба Испании (1939);
- марка, посвящённая памяти Франсиско де Кеведо (1945);
- серия к 500-летию со дня рождения королевы Изабеллы I Кастильской и короля Фердинанда II Арагонского (1951 и 1952);
- серия, посвящённая корриде (1960);
- серия к 400-летию Мадрида как столицы Испании (1961);
- марки серии, посвящённой испанскому флоту (1964);
- серия «Знаменитые испанцы» (1965);
- серия, посвящённая туризму (1968).

## Награды

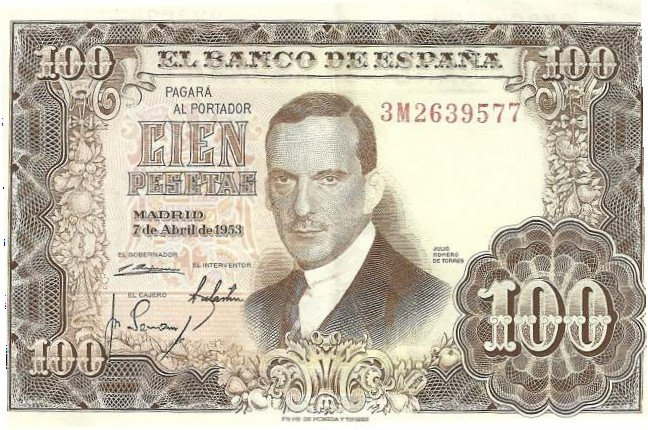
100 песет, Хулио Ромеро де Торрес (1953)

Имеет множество профессиональных наград в области изобразительного искусства, среди которых:
- Национальная премия графики (Premio Nacional de Grabado) 1923 и 1934 годов.
- Бронзовая медаль Национальной выставки изящных искусств[англ.] 1943 года.
- Серебряная медаль Национальной выставки изящных искусств 1945 года.
- Серебряная медаль Осеннего салона в Мадриде (Salón de Otoño de Madrid) 1952 года.
- Золотая медаль Осеннего салона в Мадриде 1954 года.

## Память
В июне 1998 года Почта Испании посвятила Санчесу-Тоде почтовую марку из двухмарочной серии «Гравёры почтовых марок Испании» номиналом 70 песет и тиражом 2,5 млн экземпляров (Sc #2948). Гравёр изображён на ней на фоне созданной им в 1935 году почтовой марки (Sc #546) с портретом Марианы Пинеды.